# Reverter I
Reverter I fou vescomte nominal de Barcelona des de vers el 1126 fins al 1133, efectiu del 1133 al 1135, i absent del 1135 al 1142.
Es diu que, encara en vida del seu pare, el vescomte Guislabert II de Barcelona (al que va succeir nominalment el 1126), fou fet presoner pel soldà almoràvit Alí ibn Yússuf, que va reconèixer les seves qualitats excepcionals i el va fer cap del seu exèrcit. No se sap si la història fou realment així però sí que Reverter era cap de l'exèrcit cristià del soldà morabit en la seva lluita contra els almohades. Aquests soldats tenien dret a posseir esglésies i el seu cap guanyà fama d'invencible. El seu nom originari es desconeix i es perd en el moment de ser fet presoner, però això no li va impedir retornar i, llavors, ja el coneixem com a Reverter, és a dir, aquell que retorna.
El 1133 va venir a Barcelona per reclamar el seu feu vescomtal, que li fou reconegut. Va tornar al Marroc el 1135 i va deixar la regència al seu nebot Guillem I de Saguàrdia, home de poc seny i judici (segons Reverter) que es va veure desbancat per Berenguer Ramon de Castellet (1137). Des del Marroc, Reverter va tractar de conservar el vescomtat de Barcelona en mans del seu nebot.
Reverter va morir heroicament el 1144 en lluita contra els almohades, que es van venjar de les passades derrotes crucificant el seu cadàver, i van acabar deposant els almoràvits amb la caiguda de Marrakech en 1147. Va deixar dos fills: 
- Berenguer, conegut per Berenguer Reverter, el seu successor com a vescomte de Barcelona.
- Alí ibn Reverter, mercenari català al servei dels musulmans.